# Qualificazioni al campionato mondiale di calcio 2022 - CAF - Prima fase

## Formula
La prima fase ha previsto quattordici incontri di andata e ritorno a eliminazione diretta, a cui hanno partecipato le ventotto nazioni africane con ranking più basso. Le squadre sono state quindi divise in due urne.
| Urna 1             | Urna 2              |
| ------------------ | ------------------- |
| Zimbabwe           | Comore              |
| Sierra Leone       | Botswana            |
| Mozambico          | Burundi             |
| Namibia            | Etiopia             |
| Angola             | Liberia             |
| Guinea-Bissau      | Mauritius           |
| Malawi             | Gambia              |
| Togo               | Sudan del Sud       |
| Sudan              | Ciad                |
| Ruanda             | São Tomé e Príncipe |
| Tanzania           | Seychelles          |
| Guinea Equatoriale | Gibuti              |
| eSwatini           | Somalia             |
| Lesotho            | Eritrea             |

## Partite

### Risultati
| Squadra 1           | Totale          | Squadra 2          | Andata | Ritorno |
| ------------------- | --------------- | ------------------ | ------ | ------- |
| Etiopia             | 1 - 1 (gfc)     | Lesotho            | 0 - 0  | 1 - 1   |
| Somalia             | 2 - 3           | Zimbabwe           | 1 - 0  | 1 - 3   |
| Eritrea             | 1 - 4           | Namibia            | 1 - 2  | 0 - 2   |
| Burundi             | 2 - 2 (0-3 dtr) | Tanzania           | 1 - 1  | 1 - 1   |
| Gibuti              | 2 - 1           | eSwatini           | 2 - 1  | 0 - 0   |
| Botswana            | 0 - 1           | Malawi             | 0 - 0  | 0 - 1   |
| Gambia              | 1 - 3           | Angola             | 0 - 1  | 1 - 2   |
| Liberia             | 3 - 2           | Sierra Leone       | 3 - 1  | 0 - 1   |
| Mauritius           | 0 - 3           | Mozambico          | 0 - 1  | 0 - 2   |
| São Tomé e Príncipe | 1 - 3           | Guinea-Bissau      | 0 - 1  | 1 - 2   |
| Sudan del Sud       | 1 - 2           | Guinea Equatoriale | 1 - 1  | 0 - 1   |
| Comore              | 1 - 3           | Togo               | 1 - 1  | 0 - 2   |
| Ciad                | 1 - 3           | Sudan              | 1 - 3  | 0 - 0   |
| Seychelles          | 0 - 10          | Ruanda             | 0 - 3  | 0 - 7   |

### Andata
| Bahir Dar 4 settembre 2019, ore UTC | Etiopia | 0 – 0 referto | Lesotho | Bahir Dar Stadium\| Arbitro: \| Maarouf \| |
| Arbitro:                            | Maarouf |               |         |                                            |

| Arbitro: | Ali Moussa |

|              |           |                                 |
| Sulieman 65’ | Marcatori | 50’ Shalulile 50’ (aut.) Tesfay |

| Arbitro: | Ntalé |

|            |           |           |
| Amissi 81’ | Marcatori | 85’ Msuva |

| Arbitro: | Belakhouas |

|                                |           |           |
| Mahabeh 45+4’ (rig.) Hamza 74’ | Marcatori | 56’ Mamba |

| Arbitro: | Gatogato |

|  |           |             |
|  | Marcatori | 10’ Telinho |

| Arbitro: | Goma |

|  |           |                 |
|  | Marcatori | 85’ (rig.) Nanu |

| Arbitro: | Huraywidah |

|                      |           |              |
| Niko Kata 75’ (aut.) | Marcatori | 34’ Meseguer |

| Arbitro: | Houngnandande |

|                                            |           |          |
| Tisdell 18’ Sangare 82’ (rig.) Johnson 88’ | Marcatori | 56’ Quee |

| Arbitro: | Belay Tadesse |

|  |           |                                       |
|  | Marcatori | 32’ Hakizimana 36’ Mukunzi 80’ Kagere |

| Arbitro: | Konate |

|                       |           |                    |
| N'Douassel 85’ (rig.) | Marcatori | 13’, 67’, 74’ Agab |

| Arbitro: | Pousri |

|              |           |  |
| Shakunda 86’ | Marcatori |  |

| Arbitro: | Sasii |

|              |           |          |
| Youssouf 49’ | Marcatori | 34’ Laba |

| Arbitro: | Quadri Adebimpe |

|  |           |           |
|  | Marcatori | 31’ Carmo |

| Francistown 7 settembre 2019, ore 16:00 UTC+2 | Botswana       | 0 – 0 referto | Malawi | Francistown Stadium\| Arbitro: \| Anthony Ogwayo \| |
| Arbitro:                                      | Anthony Ogwayo |               |        |                                                     |

### Ritorno
| Arbitro: | Messie NKounkou |

|                |           |                      |
| Seturumane 56’ | Marcatori | 50’ (aut.) Lerotholi |

| Arbitro: | Norman Matemera |

|                  |                      |                            |
| Samatta 29’      | Marcatori            | 45+2’ Razak                |
| Nyoni Mao Kamagi | Tiri di rigore 3 – 0 | Ngandu Berahino Bigirimana |

| Arbitro: | Mahmood Ali Ismail |

|          |           |  |
| Nsue 72’ | Marcatori |  |

| Arbitro: | Jean Ouattara |

|            |           |  |
| Kamara 55’ | Marcatori |  |

| Arbitro: | Souleiman Djama |

|                  |           |  |
| Phiri 81’ (rig.) | Marcatori |  |

| Manzini 10 settembre 2019, ore 15:00 UTC+2 | eSwatini     | 0 – 0 referto | Gibuti | Mavuso Sports Centre\| Arbitro: \| Beida Dahane \| |
| Arbitro:                                   | Beida Dahane |               |        |                                                    |

| Arbitro: | Andofetra Rakotojaona |

|                                      |           |             |
| Munetsi 77’ Muskwe 86’ Billiat 90+2’ | Marcatori | 85’ Mohamed |

| Arbitro: | Brian Miiro |

|                             |           |  |
| Clésio 6’ Catamo 77’ (rig.) | Marcatori |  |

| Arbitro: | Jean-Marc Ganamandji |

|                       |           |            |
| Geraldo 41’ Abreu 68’ | Marcatori | 65’ Ceesay |

| Arbitro: | Tsegay Mogos |

|                                                                            |           |  |
| Bizimana 16’ Kagere 27’, 51’ Tuyisenge 29’, 34’ Mukunzi 57’ Hakizimana 79’ | Marcatori |  |

| Arbitro: | Pierre Atcho |

|                              |           |  |
| M'Dahoma 10’ (aut.) Sunu 71’ | Marcatori |  |

| Arbitro: | Daudu Williams |

|                 |           |             |
| Mendes 66’, 77’ | Marcatori | 12’ Iniesta |

| Arbitro: | Roland Danon |

|                              |           |  |
| Limbondi 25’ Shalulile 90+2’ | Marcatori |  |

| Omdurman 10 settembre 2019, ore 19:00 UTC+2 | Sudan       | 0 – 0 referto | Ciad | Al-Merrikh Stadium\| Arbitro: \| Nelson Fred \| |
| Arbitro:                                    | Nelson Fred |               |      |                                                 |